# Syndyas minor
Syndyas minor är en tvåvingeart som beskrevs av Jones 1940. Syndyas minor ingår i släktet Syndyas och familjen puckeldansflugor.
Artens utbredningsområde är Uganda. Inga underarter finns listade i Catalogue of Life.